# Curtomerus piraiuba
Curtomerus piraiuba là một loài bọ cánh cứng trong họ Cerambycidae.